# ネバーエンディング・ストーリー
『ネバーエンディング・ストーリー』（ドイツ語: Die unendliche Geschichte / 英語: The NeverEnding Story）は、1984年のドイツ・アメリカ合衆国のファンタジー映画。ミヒャエル・エンデの小説『はてしない物語』の映画化作品であり、ウォルフガング・ペーターゼンが監督を務め、バレット・オリバー、ノア・ハザウェイ、タミー・ストロナッハが出演している。公開当時、アメリカとソビエト連邦以外で製作された映画としては最高額の製作費（2,700万ドル）が投じられた『ネバーエンディング・ストーリーシリーズ』の1作目である。原作小説の前半部分を映画化しているが、結末の描写は原作とは異なっている。原作の後半部分は『ネバーエンディング・ストーリー 第2章』で映画化され、『ネバーエンディング・ストーリー3』ではオリジナルエピソードが描かれた。

## ストーリー
主人公バスチアンはいじめられっ子で、母を亡くしてからは父親と2人だけの寂しい生活を送っていた。そんなある日、いじめっ子から逃げるために飛び込んだコレアンダー書店で彼は不思議な本「ネバーエンディング・ストーリー」と出会う。本を読むと物語の主人公になれる、本の世界で龍に乗れる、だから本が好きだと力説する彼に書店の主は「だが、それらの本は読み終われば現実に戻される。この本は危険だ。」と止めるが、どうしても読んでみたいバスチアンはこっそりとその本を盗んでしまった。
学校をサボって本を読み始めたバスチアンはネバーエンディング・ストーリーの世界に浸り始める。内容は、無（The Nothing）による崩壊の危機に瀕した不思議な異世界、「ファンタージェン」を救うため、草原の勇者アトレイユが旅立つ。アトレイユには、お守りとして「アウリン」が授けられる。このメダルの形をした「アウリン」には、不思議な力が宿る、とされ、勇者アトレイユを真の道へと導いていく。本の中の壮大な「ファンタージェン」を舞台にし、主人公とともに冒険を味わい、物語に胸躍らせるバスチアンだが物語が進むに行くにつれ、ついにくるべき結末がやってくる。圧倒的に強大な「無」によるファンタージェンの世界の崩壊、破壊はとどまるところを知らず、すべてを破壊し飲み込んでいく。バスチアン自身も驚く思わぬ結末を迎えることに。そしてそれを救うのはアトレイユでも王女でもなく、意外な人物であった。

## キャスト
| 役名                             | 俳優                     | 日本語吹き替え | 日本語吹き替え |
| 役名                             | 俳優                     | ソフト版       | テレビ朝日版   |
| -------------------------------- | ------------------------ | -------------- | -------------- |
| バスチアン                       | バレット・オリバー       | 浪川大輔       | 浪川大輔       |
| アトレーユ                       | ノア・ハザウェイ         | 戸田恵子       | 佐々木優子     |
| 幼心の君（女王）                 | タミー・ストロナッハ     | 荘真由美       | 玉川紗己子     |
| ファルコン                       | アラン・オッペンハイマー | 石田太郎       | 黒沢良         |
| グモルク                         | アラン・オッペンハイマー | 石田太郎       | 石田弦太郎     |
| ロックバイター                   | アラン・オッペンハイマー | 飯塚昭三       | 大平透         |
| カール・コンラート・コリアンダー | トーマス・ヒル           | 阪脩           | 藤本譲         |
| ティーニー・ウィーニー           | ディープ・ロイ           | 小島敏彦       | 千田光男       |
| ナイト・ホブ                     | ティロ・プラックナー     | 田の中勇       | 田の中勇       |
| カイロン                         | モーゼス・ガン           | 吉水慶         | 千葉耕市       |
| エンギーウック                   | シドニー・ブロムリー     | 上田敏也       | 槐柳二         |
| ウルグル                         | パトリシア・ヘイズ       | 鈴木れい子     | 京田尚子       |
| バスチアンの父親                 | ジェラルド・マクレイニー | 小島敏彦       | 阪脩           |
| モーラ                           | ロバート・ジャダ         | 片岡富枝       | 遠藤晴         |
| お告げ所の声                     | エレン・レイ・ヘネシー   | 駒塚由衣       | 此島愛子       |

- 日本版の主題歌は松田聖子の 「夏のジュエリー」。[6][7]
- ソフト版：主人公の排他的な台詞が穏やかに改変されており、受け手の印象を大きく変える意訳になっている。2作目以降はスラングも字幕版同様に忠実に訳されるようになった。

その他声の出演：劇団こまどり
演出：長野武二郎、翻訳：和島陽子、調整：遠西勝三、制作：ニュージャパンフィルム
- テレビ朝日版：初回放送1987年10月11日『日曜洋画劇場』※2013年9月4日発売のブルーレイ「ネバーエンディング・ストーリー エクステンデッド版（Disc 2[8]）」に収録。

その他声の出演：菊池英博、鈴木一輝、中村龍彦
演出：福永莞爾、翻訳：たかしまちせこ、調整：遠西勝三、効果：南部満治／大橋勝次、制作：ニュージャパンフィルム

## 製作

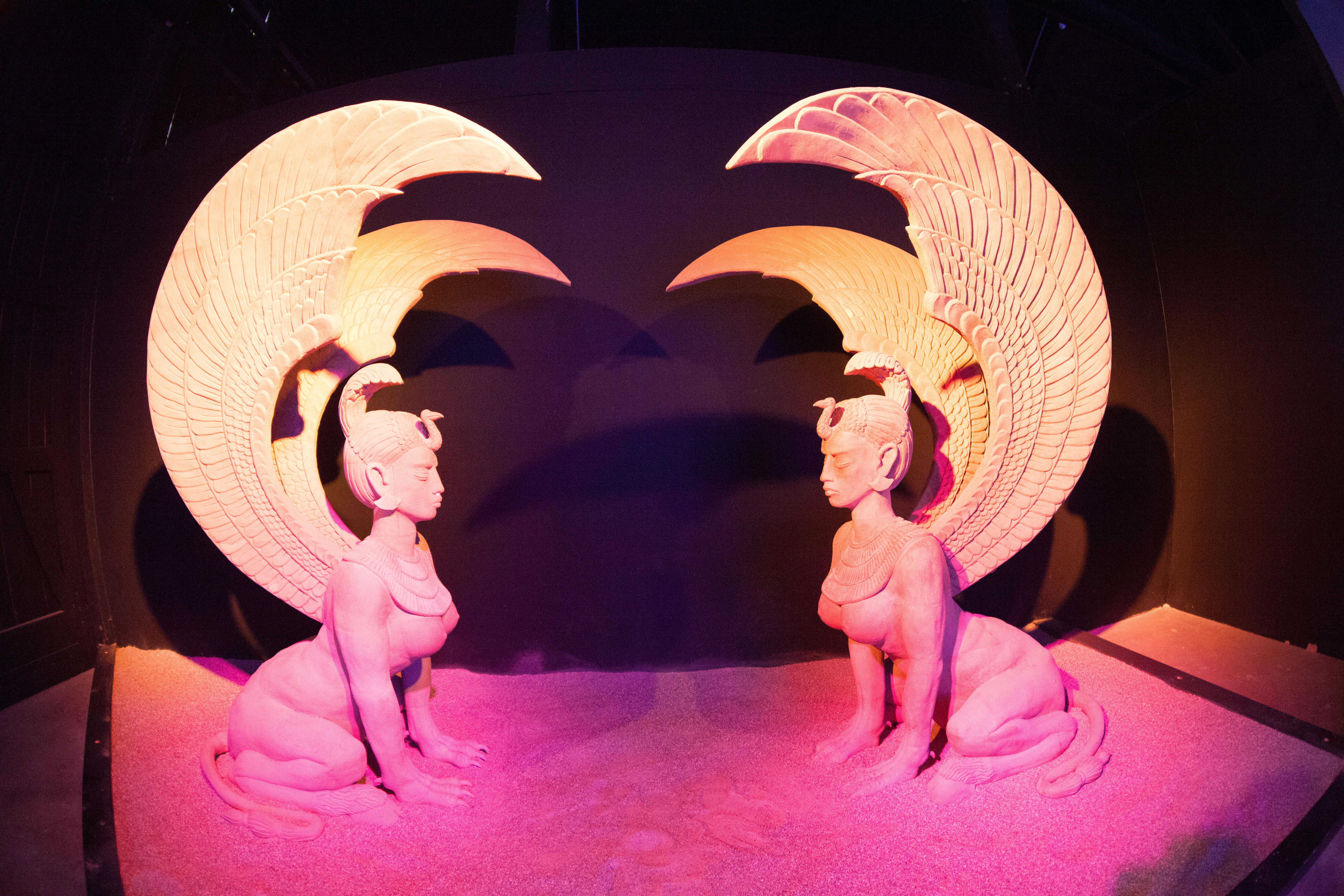
作中に登場するスフィンクス像（バイエルン・フィルム収蔵）

原作者のミヒャエル・エンデは『はてしない物語』の映画化の話を好意的に受け入れ、監督のウォルフガング・ペーターゼンの脚本アドバイザーも務めたが、原作に対する権利は5万ドルしか支払われなかった。また、エンデは自分に無断でペーターゼンが脚本を書き直したことで「バスチアンの創造力なしでファンタージエンが再び現れる」という原作の精神から逸脱したと感じ、製作の中止かタイトルを変更することを要求した。プロデューサーが要求を拒否したため、エンデは訴訟に踏み切ったものの敗訴している。彼は映画について「キッチュで商業的、俗物的なメロドラマ映画」と称している。
プロデューサーのベルント・アイヒンガーは、『はてしない物語』を読んだ自分の子供たちに映画化を求められた。彼は映画化には消極的だったものの承諾し、映画化の権利を取得した。撮影の大半はミュンヘン近郊のバイエルン・フィルムで行われたが、現実世界の路上シーンと小学校のシーンはカナダのバンクーバーで、アトレーユが浜辺にいるシーンはスペイン・アルメリアのモンスル・ビーチで撮影している。
西ドイツ公開版には主題歌がない。北米・日本公開版では、ワーナー・ブラザースの意向によりジョルジオ・モロダーの楽曲へ変更され、イギリスのロックバンドカジャ・グーグーの元ボーカリスト、リマールの歌う主題歌が追加された。これらは作品ヒットに貢献したが、細かいシーン編集によって尺長は西ドイツ版より6分40秒短くなっている。

## 評価

### 興行収入
製作費6000万マルク（当時の為替レートで2500万ドルから2700万ドル）に対し、1億ドル以上の興行収入を記録するヒット作となった。西ドイツでは観客動員数は500万人、興行収入は2000万ドルを記録している。アメリカでの興行収入は低調だったが、この理由について「映画がヨーロッパ的感性で製作されていたため」とペーターゼンは語っている。

### 批評

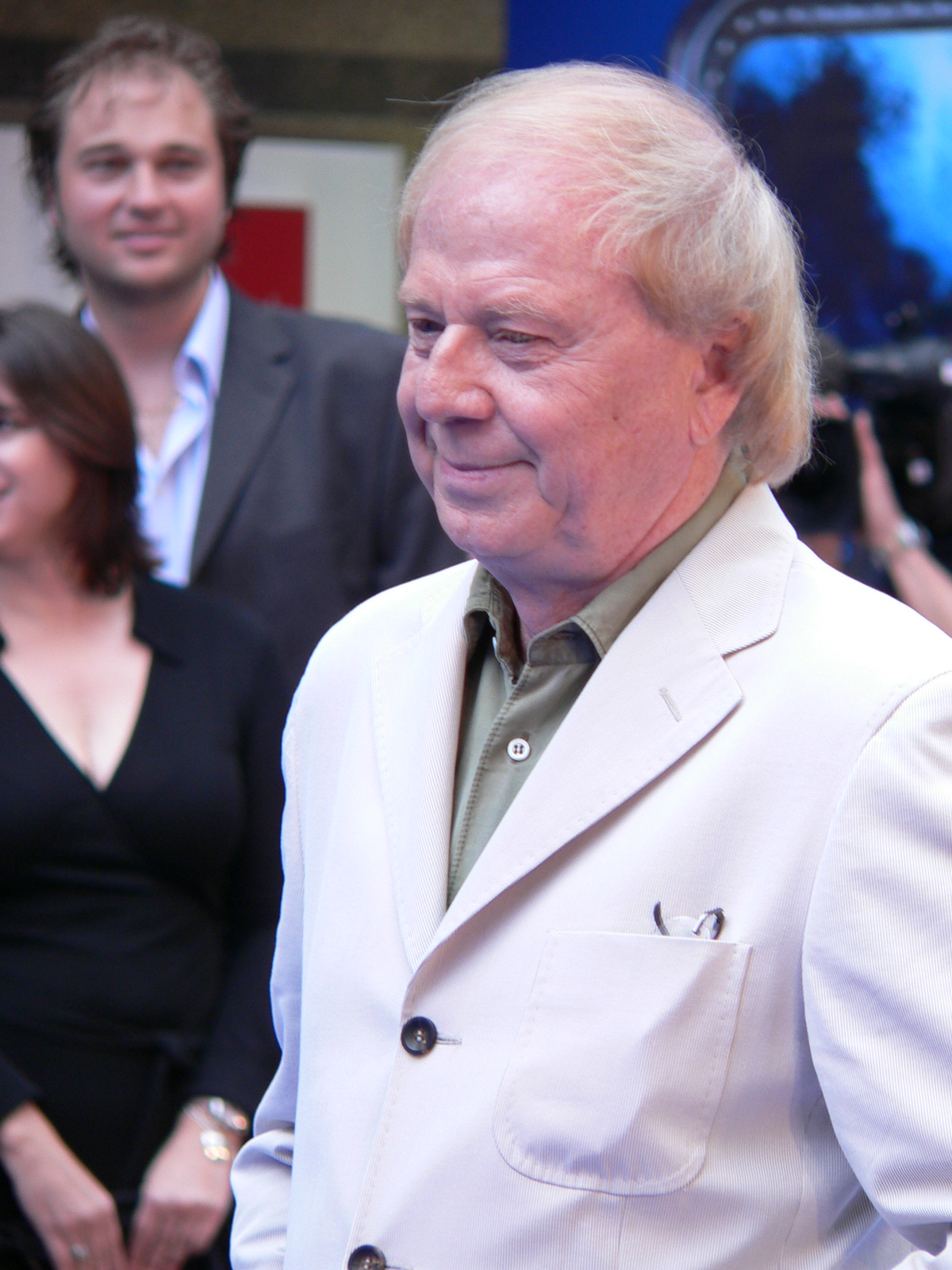
ウォルフガング・ペーターゼン

Rotten Tomatoesには41件の批評が寄せられ支持率80%となっており、「死にかけのファンタジーランドを創造力で救おうとする少年の不思議な旅を描いた『ネバーエンディング・ストーリー』は、今でも多くの子供たちに愛されている作品です」と批評されている。Metacriticでは10件の批評が寄せられ、平均評価46/100となっている。
シカゴ・サンタイムズのロジャー・イーバートは3/4の星を与え、視覚効果について「まったく新しい世界が創造された」と賞賛する批評をバラエティ誌に寄稿した。一方、ジーン・シスケルは特殊効果や美術は安っぽく、幸運のドラゴンであるファルコンの造形は「カウンティーフェアで勝ち取り、帰るときには捨てているぬいぐるみのようだ」と酷評した。また、ノア・ハザウェイを「つまらない奴」と呼び、上映時間についても「長過ぎる」と酷評している（上映時間については、イーバートに90分しかないと指摘されたうえでの酷評である）。
ヴィンセント・キャンビーはニューヨーク・タイムズに寄稿し、「品もなく、ユーモアもない子供向けファンタジー」と酷評している。彼は記事の中で映画の一部が「プレティーンエイジャー向けの実存主義ガイドのように聞こえた」と指摘し、さらに「ダサい」特殊効果と「実用的でないバスマットのような」ドラゴンの造形を批判している。コリン・グリーンランドはイマジン誌に寄稿し、「若きアトレーユがファンタージエンを無から救うというヒロイック・クエストは、不器用な編集でなければ説得力を持たせることができただろう」と批評している。